# International Journal of Biometeorology
International Journal of Biometeorology  is een internationaal, aan collegiale toetsing onderworpen wetenschappelijk tijdschrift op het gebied van de
biofysica en de
milieuwetenschappen.
De naam wordt in literatuurverwijzingen meestal afgekort tot Int. J. Biometeorol.
Het wordt uitgegeven door Springer Science+Business Media en verschijnt tweemaandelijks.